# The Spender
The Spender er en amerikansk stumfilm fra 1913 af Harry Solter.

## Medvirkende
- Florence Lawrence
- Matt Moore
- Earle Foxe
- Charles Craig
- Jack Newton